# Sica Sica
Sica Sica è un comune (municipio in spagnolo) della Bolivia nella provincia di Aroma (dipartimento di La Paz) con 35.407 abitanti (dato 2010).

## Cantoni
Il comune è suddiviso in 11 cantoni (popolazione 2001):
- Ayamaya - 803 abitanti
- Chijmuni - 848 abitanti
- Colpapucho Belen - 2.469 abitanti
- German Busch - 6.271 abitanti
- Kajani - 981 abitanti
- Machacamarca - 1.372 abitanti
- Manuel Isidoro Belzu - 2.238 abitanti
- Panduro - 997 abitanti
- Pujravi - 4.364 abitanti
- Sica Sica - 5.351 abitanti
- Villa Chuakhollu Grande - 1.124 abitanti